# دوبراوا
دوبراوا (به لهستانی:  Dubrawa) یک روستا در لهستان است که در گمینا ژچنگوو واقع شده‌است. دوبراوا ۱۲۰ نفر جمعیت دارد.